# ألاستير كينغ
ألاستير كينغ (بالإنجليزية: Alastair King)‏ هو ملحن بريطاني، ولد في 1967.

## وصلات خارجية
- ألاستير كينغ على موقع IMDb (الإنجليزية)
- ألاستير كينغ على موقع ميوزك برينز (الإنجليزية)
- ألاستير كينغ على موقع ديسكوغز (الإنجليزية)
- ألاستير كينغ على موقع قاعدة بيانات الفيلم (الإنجليزية)